# Boom 交響曲
Boom 交響曲是一款中等旁通比渦輪扇發動機，由Boom 科技開發，用於其Boom 序曲超音速客机。该發動機设计能在起飞时产生 35,000 磅（160 kN）的推力，並维持序曲號客機1.7 马赫的超音速巡航，并且只使用永續航空燃料。 
開發內容将由Kratos的子公司「佛羅里達渦輪科技 (Florida Turbine Technologies) 」负责發動機總體設計、 GE 航太的子公司 Colibrium Additive（原 GE Additive）擔任積層製造顧問、以及 StandardAero负责维护。 Boom 计划于 2024 年在北卡罗来纳州格林斯博罗的序曲工廠开始生产该型發動機。   

## 设计和开发

### 背景
现有的超音速發動機都是喷气式战斗机發動機，既不具备商用航空所需的燃油经济性，也不具备足夠的可靠性。 

Boom 打算使用双转子、中等旁通比渦輪扇發動機，可以達成超音速巡航（不开启後燃器的超音速飞行）。 協和號採用的劳斯莱斯/斯奈克玛 奥林帕斯 593 發動機雖然可以维持超音速巡航，但起飞和穿音速加速时需要使用後燃器，因此在起飞时会产生極大的噪音。 協和號後續尽管在後燃器這部分有所改进，但超音速巡航产生的噪音更大，而且油耗比现代次音速發動機更高。据估计，超音速飞机每海里每位乘客所消耗的燃料至少是亚音速飞机的三倍，除非使用永續燃料，否则会增加温室气体污染。 这是因为最佳巡航高度越高，需要的爬升时间就越长、超音速下有越大的寄生阻力、發動機的旁通比也越低，而且必然要有更高的排气速度。
此外，設計給超音速飞行的發動機通常会在巡航时藉由进气道構型进行一定的冲压压缩。为了避免与压缩段出口温度过高相关的问题，当飞机接近最高速度和高度时，需要较低的压缩段壓縮比来降低整體壓縮比 。然而，在初始爬升过程中，這種設計會降低推力并增加次音速和低空的燃料消耗。
Boom 的设计在传统發動機设计中，增加了特有的轴对称超音速进气口，搭配可變形低噪音排气喷嘴和被动冷却高压涡轮。在超音速渦輪扇發動機中，需要将相对较热（与次音速發動機相比）的核心排气与旁通空气混合，从而增加其体积并将這團混合气体减速至次音速。可变喷嘴是控制背压和将混合排气加速至巡航超音速的關鍵。

### 设计阶段
此前，Boom 曾提议对现有的渦輪扇發動機设计进行修改，尽管这样做维护成本较高。 该發動機的开发围绕现有的商用發動機核心进行，并采用新的低压轴，而不是采用全新的设计。 一架 55 座飞机模型将由三台15,000—20,000 lbf（67—89 kN）推力發動機，不带後燃器，並採用比現行次音速喷气發動機更短的保養周期。 
风扇直径越大，对巡航推力的要求就越高，油耗也越高，航程也越短，但由于其旁通比更高、起飞噪音更低，因此更受青睐。 进气压缩需要低压核心，现有 3-4:1 旁通比渦輪扇發動機的衍生产品在起飞噪音和波阻之间取得了折衷，同时具有良好的燃油效率。 洛克希德·马丁公司臭鼬工厂的戴夫·理查森 (Dave Richardson) 表示，适合的低整體壓縮比發動機很少。  1950 至 60 年代的發動機，如GE J79 (用於F-104星式戰鬥機)、 GE YJ93 (用於XB-70女武神轟炸機) 、 GE4 (YJ93的衍生型，用於波音2707超音速客機)、 PW J58 (用於SR-71黑鳥偵察機)或劳斯莱斯奥林帕斯 (用於協和號客機)，由于人们追求更高的效率而停止了研发，而随后在材料科学方面關於更高溫核心的研究進展，也不再是為了長期超音速飛行。 现代發動機甚至比PW JT8D或 GE J79 更不合适。
2017 年，Boom 预测到 2035 年市场将需要 1,000 架超音速客机。